# Corpo estraneo (album)
Corpo estraneo è il 25º album in studio del gruppo musicale Nomadi. Vennero estratti anche tre singoli, Oriente, di cui viene girato pure un videoclip, Corpo estraneo e In piedi.

## Tracce
1. L'ordine dall'alto (Clem Cattini, Beppe Carletti, Massimo Vecchi) – 4:15
2. Oriente (Andrea Mei, Beppe Carletti, Cico Falzone, Lorella Cerquetti) – 4:42
3. Essere o non essere (Andrea Mei, Beppe Carletti, Daniele Campani, Lorella Cerquetti) – 4:11
4. In piedi (Danilo Sacco, Beppe Carletti) – 4:36
5. Stella cieca (Massimo Vecchi, Beppe Carletti, Marzia Vattai) – 3:36
6. Confesso (Andrea Mei, Beppe Carletti, Sergio Reggioli, Lorella Cerquetti) – 3:24
7. Corpo estraneo (Andrea Mei, Beppe Carletti, Cico Falzone, Lorella Cerquetti) – 4:10
8. Stringi i pugni (Danilo Sacco, Beppe Carletti, Lorella Cerquetti) – 4:40
9. Vulcani (Andrea Mei, Beppe Carletti, Lorella Cerquetti) – 4:22
10. Soldato (Andrea Mei, Beppe Carletti, Lorella Cerquetti) – 4:39
11. La voce dell'amore (Beppe Carletti, Massimo Vecchi, Aida Satta Flores) – 4:24

## Formazione
- Danilo Sacco – voce, chitarra
- Beppe Carletti – tastiere
- Cico Falzone – chitarra
- Massimo Vecchi – basso, voce
- Daniele Campani – batteria
- Sergio Reggioli – violino

## Classifiche
| Classifica | Posizione |
| ---------- | --------- |
| Italia     | 4         |